# فلیپه چهارم
فلیپه چهارم (به اسپانیایی: Felipe IV) (زادهٔ ۸ آوریل ۱۶۰۵ – درگذشتهٔ ۱۷ سپتامبر ۱۶۶۵)، پادشاه اسپانیا و همچنین به عنوان فلیپه سوم، پادشاه پرتغال از ۱۶۲۱ تا ۱۶۴۰ در دوران افول اسپانیا به‌عنوان یکی از ابرقدرت‌های جهان بود. فلیپه چهارم به خاطر حمایتش از هنرها، از جمله هنرمندانی مانند دیه‌گو ولاسکس، و حکومت او بر اسپانیا در طول جنگ سی ساله، به یاد می‌آید.

## زندگی
فیلیپ در ۱۶۰۵ در والادولید اسپانیا زاده شد. پدرش فیلیپ سوم، پادشاه وقت اسپانیا بود و فیلیپ پس از او با عنوان فیلیپ چهارم در ۱۶۲۱ به پادشاهی رسید. فیلیپ فردی باهوش بود اما بی‌علاقگی او به امور کشور سبب شد تا همچون پدرش اجازه دهد تا زمام حکومتش را خاصگان دربار در در دست گیرند. گاسپار ده گوزمن، کنت اولیوارس، مهم‌ترین وزیر فیلیپ چهارم بود و عملاً این او بود که اسپانیا را برای بیش از ۲۰ سال تا ۱۶۴۳ رهبری کرد.
زوال سیاسی و اقتصادی اسپانیا در دوران زمامداری فیلیپ چهارم نیز ادامه داشت. افزایش حضور این کشور در جنگ سی‌ساله که بار دیگر از ۱۶۲۱ در هلند از سر گرفته شده بود و شروع جنگ با فرانسه در ۱۶۲۲ بر سر مسئلهٔ والتلینا سبب افزایش فاجعه‌بار مخارج اسپانیا شد به‌طوری که دولت این کشور در ۱۶۲۷ مجبور گردید اعلام ورشکستگی نماید. با این‌حال آن‌ها همچنان به تلاش‌های جنگی خود ادامه داده و در فاصلهٔ ۱۶۲۸ تا ۱۶۳۱ درگیر عملیات نظامی مانتووا شدند که به افزایش تخاصم با فرانسه در ۱۶۳۵ انجامید. نیروهای اسپانیایی نخست تا نزدیکی پاریس پیشروی کردند اما دیری نپایید که شرایط علیه آنان تغییر یافت. تلاش‌های نافرجام کنت اولیوارس برای تأمین هزینه‌های جنگ باعث بروز مخالفت و قیام‌هایی شد و کاتالونیا در ۱۶۴۰ علناً سر به شورش برداشت. آنان نمایندهٔ پادشاه را کشتند و از کمک فرانسه در مبارزه علیه دولت کاستیا استقبال نمودند. کمی بعد پرتغال نیز سر به شورش برداشت و استقلال خود از اسپانیا را اعلام کرد.
فیلیپ در ژانویهٔ ۱۶۴۳ از جبههٔ جنگ در آراگون بازدید کرد و پس از آن با خلع اولیوارس اعلام نمود که خود به‌تنهایی می‌تواند کشور را اداره نماید. با این‌حال دیری نپایید که او دون لوئیس دارو، خواهرزادهٔ اولیوارس را به خدمت گرفت. در ۱۹ مهٔ ۱۶۴۳ فرانسه موفق به درهم‌شکستن پیاده‌نظام اسپانیا شد. این پیاده‌نظام از آغاز سدهٔ شانزدهم تا آن زمان به‌عنوان بهترین در اروپا شناخته می‌شد و شکست آن نشانهٔ سقوط اسپانیا به‌عنوان یک قدرت نظامی بود.
در ۱۶۴۴ نخستین همسر فیلیپ الیزابت، دختر آنری چهارم که در اسپانیا او را ایزابل می‌نامیدند درگذشت و پس از او فیلیپ با ماریا آنا، دختر فردیناند سوم، امپراتور مقدس روم ازدواج کرد. در ۱۶۴۷ دومین ورشکستگی اسپانیا روی داد و در همان سال شورش‌هایی نافرجام در سیسیل و ناپل علیه حکومت آن کشور به‌وقوع پیوست. وقوع چنین رویدادهایی سبب شد تا کاردینال ریشلیوی فرانسوی که پیشتر کمک‌هایی مالی به شورشیان کاتالونیا و پرتغال کرده بود و جانشینش کاردینال مازارن مجاب شوند که فرانسه با ادامهٔ جنگی تمام‌عیار علیه اسپانیا می‌تواند سرزمین و قدرت قابل ملاحظه‌ای را در اروپا به‌چنگ آورد. بدین ترتیب جنگ بین دو کشور علی‌رغم صلح وستفالی در ۱۶۴۸ که به‌موجب آن اسپانیا رسماً استقلال استان‌های متحده را به‌رسمیت شناخته بود ادامه یافت. در این زمان وقوع جنگی داخلی در فروند فرانسه به اسپانیا امکان داد تا نیروهای خود را بازسازی نماید اما علی‌رغم آنکه آنان توانستند کاتالونیا را در ۱۶۵۲ از فرانسه بازپس‌گیرند ورشکستی دیگری برایشان در ۱۶۵۳ رقم خورد.
با اتحاد انگلستان کرامولی با فرانسه در جنگ علیه اسپانیا، دانکرک و جامائیکا به‌دست انگلیسی‌ها افتاد. این جنگ سرانجام در ۱۶۵۹ و با امضای پیمان صلح پیرنه که به‌موجب آن اسپانیا از حاکمیت خود بر آرتوا، مناطقی از هلند اسپانیا، روسیون و بخشی از سردانیا چشم‌پوشی می‌کرد به پایان رسید. همچنین به‌موجب بندی از این صلح‌نامه ماریا ترزا، دختر فیلیپ چهارم به ازدواج لوئی چهاردهم جوان درآمد.
در ۱۶۶۱ دون لوئیس دارو درگذشت و فیلیپ که پس از او سوگلی دیگری نداشت غالباً با راهبه و عارفه‌ای به‌نام ماریا ده آگردا در مورد مورد مسایل روحانی و امور کشور مشورت می‌کرد. فیلیپ چهارم خود شاعر بود و از هنر حمایت می‌کرد. او دوست و حامی نقاش اسپانیایی دیه‌گو ولاسکز بود و فیلیپ و درباریانش در بسیاری از آثار ولاسکز به تصویر کشیده شده‌اند.
فیلیپ چهارم در ۱۶۶۵ درگذشت و پس از او پسرش باعنوان کارلوس دوم به پادشاهی اسپانیایی رسید که به‌دلیل شکست‌های نظامی، مشکلات اقتصادی و پریشانی اجتماعی تضعیف‌شده و به یک قدرت درجه دو تبدیل شده بود.
خوان ماتئوس، رئیس دربار فیلیپ چهارم بود.